# Alita Román
Alita Blanca Barchigia (24 de agosto de 1912, Buenos Aires, Argentina - 15 de abril de 1989, Buenos Aires) más conocida como Alita Román, fue una actriz argentina.

## Biografía
A comienzos de los años 30 debutó con Narciso Ibáñez Menta en teatro y más tarde formó parte de la compañía de Lola Membrives. En 1934 inició su carrera cinematográfica con Riachuelo , a la que siguieron otras 42 películas más como El alma del bandoneón, Mujeres que trabajan, Mi suegra es una fiera, Ceniza al viento y Los isleros. La Academia de Artes y Ciencias Cinematográficas de la Argentina le otorgó el premio Cóndor Académico a la Mejor Actriz de Reparto de 1942 por su labor en Concierto de almas. En 1938 participa del elenco de Mujeres que trabajan, su primer gran éxito, allí actuó junto a Niní Marshall, Sabina Olmos, Mecha Ortiz, Tito Lusiardo, entre otros.
A partir de la década de los años 40 tuvo que secundar a figuras del espectáculo en películas de gran taquilla. Siguió haciendo películas hasta 1980. En 1969 realizó El profesor hippie con Luis Sandrini, y cuando su carrera cinematográfica parecía haber terminado, en 1980 fue convocada para hacer un papel en Días de ilusión, y luego en Toto Paniagua, el rey de la chatarra.
También participó en radio y televisión en ciclos como Ella, la gata, Nino, las cosas simples de la vida, El teatro palmolive del aire en canal 13, Novia de vacaciones, Trampa para un soñador y realizó sus últimas actuaciones en "Las 24 horas" y Aprender a vivir. En 1954 encabeza el programa televisivo Mariquita y su teléfono, con la única compañía de un teléfono.
En radio también recitó poesías bajo la "Compañía Juvenil de Arte", en un radioteatro titulado Reviviendo la emoción de los más bellos poemas, junto con Delia Garcés, Hugo Pimentel, Pablo Lagarde, Queca Herrero, Mario Lugones, Pepe Herrero, Inés Edmonson y Elda Christie.
Falleció el 6 de abril de 1989 a los 77 años en Buenos Aires.

## Filmografía
- Toto Paniagua, el rey de la chatarra  (1980)
- Días de ilusión  (1980)
- Rolando Rivas, taxista  (1974)
- El profesor hippie  (1969)......Ofelia
- Barcos de papel  (1963)
- El bote, el río y la gente  (1960)
- Los acusados  (1960)
- Primavera de la vida  (1958)
- Cinco gallinas y el cielo  (1957)
- Oro bajo  (1956)
- Graciela  (1956)
- Cuando Buenos Aires se adormece  (inconclusa - 1955)
- Mujeres casadas (1954)
- La calle del pecado (1954)
- Sombras en la frontera (1951)
- Escándalo nocturno (1951)
- Los isleros (1951)
- La culpa la tuvo el otro (1950)
- La muerte está mintiendo (1950)
- Edición Extra (1949)
- El diablo andaba en los choclos  (1946)
- Camino del infierno  (1946)
- Besos perdidos  (1945)
- Centauros del pasado  (1944)
- Casa de muñecas  (1943)
- Los hombres las prefieren viudas  (1943)
- Cuando florezca el naranjo  (1943)
- Eclipse de sol  (1942)
- Ponchos azules  (1942)
- Ceniza al viento  (1942)
- Concierto de almas  (1942)
- Napoleón  (1941)
- Confesión (1940)
- Con el dedo en el gatillo (1940)
- Fragata Sarmiento (1940)
- Encadenado  (1940)
- El Loco Serenata  (1939)
- Margarita, Armando y su padre  (1939)
- La modelo y la estrella  (1939)
- Mi suegra es una fiera  (1939)
- Jettatore (1938)
- Mujeres que trabajan (1938)
- Mateo (1937)
- La barra mendocina (1935)

## Teatro
- Cándido de día y Cándido de noche, con la Compañía de Luis Arata.
- Así es la vida (1951), estrenada en el Teatro Presidente Alvear, con la compañía de Arata.